# 슈퍼 트루퍼스 2
《슈퍼 트루퍼스 2》(영어: Super Troopers 2)는 미국에서 제작된 2018년 코미디 영화이다. 전편 《슈퍼 트루퍼스》(2001)와 마찬가지로 제이 챈드러세이카, 케빈 헤퍼넌, 스티브 레미, 폴 소터, 에릭 스톨핸즈키가 속한 코미디 그룹 브로큰 리저드(Broken Lizard)가 각본을 쓰고, 챈드러세이카가 연출하였으며, 리처드 퍼렐로가 제작하였다. 전편에 이어 브로큰 리저드, 머리사 코플런, 브라이언 콕스가 출연하였다.

## 출연
주경찰관
- 제이 챈드러세이카
- 폴 소터
- 스티브 레미
- 에릭 스톨핸즈키
- 케빈 헤퍼넌
- 브라이언 콕스

그 외
- 롭 로
- 에마뉘엘 슈리키
- 타일러 러빈
- 윌 새소
- 헤이스 맥아더
- 데이먼 웨이언스 주니어
- 숀 윌리엄 스콧
- 린다 카터
- 머리사 코플런
- 폴 월터 하우저
- 짐 개피건
- 프레드 새비지
- 지미 테이트로
- 클리프턴 콜린스 주니어
- 브루스 매컬러